# مايك كوني
مايك كوني (بالإنجليزية: Mike Cooney)‏ هو سياسي أمريكي، ولد في 3 سبتمبر 1954 في واشنطن العاصمة في الولايات المتحدة. حزبياً، نشط في الحزب الديمقراطي. وقد انتخب عضو مجلس ولاية مونتانا وانتخب عضو مجلس نواب مونتانا.